# Genética inversa

Um diagrama que ilustra o processo da vacina contra a Gripe aviária desenvolvido por técnicas da Genética Inversa.

A genética inversa ou genética reversa é uma disciplina genética que, partindo da identificação do menor fragmento de ADN clonado ou sequenciado, pesquisa sobre sua função biológica alterando o mesmo ADN por mutação, geralmente a nível massivo. Esta mutação pode ser pontual, por substituição de nucleótidos, ou mais radicalmente, por exemplo através do silenciamento de genes completos. Em contrapartida, a genética tradicional trata de averiguar a sequência genética que uma função conhecida produz. Para tratar de averiguar qual sequência produz este fenótipo conhecido, produz-se uma mudança no ADN, e observa-se quais efeitos tem tido no organismo.
Geralmente, para se efectuar este estudo empregam-se enfoques globais, genómicos, e com isso suas técnicas, como o emprego de microarranjos de ADN. Um exemplo de enfoque de genética inversa é o tilling (Targeting Induced Local Lesions in Genomes), o qual se induz mediante etilmetanosulfonato uma mutagénese em lotes de indivíduos completos, depois da qual se efectua uma análise mediante PCR dos mutantes obtidos. Hoje em dia o termo genética inversa utiliza-se para expressar a descoberta da causa duma doença hereditária, começando pelo gene responsável até chegar à enzima defeituosa. Graças às investigações neste campo descobriu-se a causa de doenças como a fibrose quística ou a distrofia muscular de Duchenne, embora também se tenham produzido novos e melhores medicamentos duma forma mais rápida.